# Kirche Mohorn

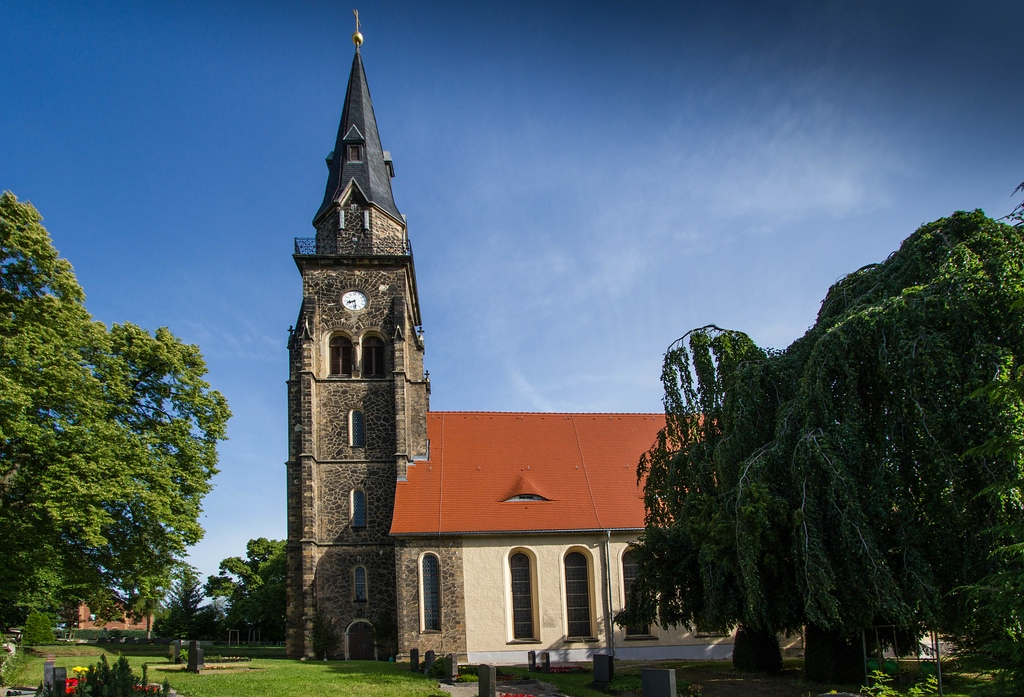
Kirche zu Mohorn

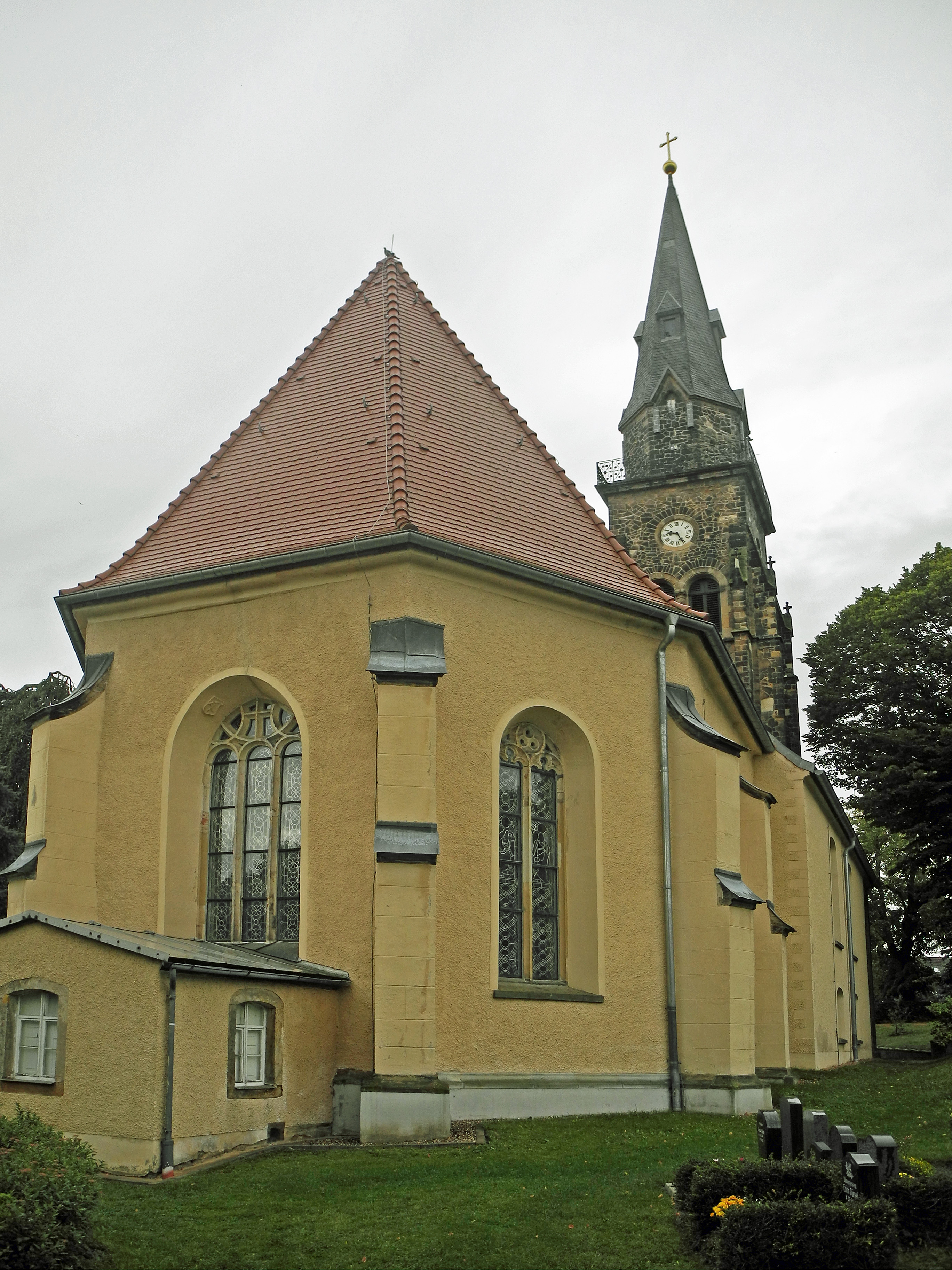
Choransicht

Die evangelische Kirche Mohorn ist eine im Kern gotische, historistisch erneuerte Saalkirche im Ortsteil Mohorn von Wilsdruff im Landkreis Sächsische Schweiz-Osterzgebirge in Sachsen. Sie gehört zur Kirchengemeinde Mohorn im Kirchenbezirk Freiberg der Evangelisch-Lutherischen Landeskirche Sachsens.

## Geschichte und Architektur
Die auf einer Anhöhe gelegene Saalkirche mit stattlichem gotischem Chor (nach einer Jahreszahl 1496 am südlichen Pfeiler) erhielt im Jahr 1889 einen hohen neugotischen Westturm. Eine Restaurierung und Erweiterung erfolgte im Jahr 1888 durch Christian Friedrich Arnold; Restaurierungen wurden 1953 im Innern, 1964–1968 sowie 1984 am Turm vorgenommen. Die Maßwerkfenster des Chores stammen wahrscheinlich aus dem 19. Jahrhundert. Der neugotische quadratische Westturm mit Strebepfeilern trägt über einer mit Ziergitter umgrenzten Plattform einen achtseitigen, hohen Helm.
Der Chorraum wird durch ein spätgotisches Kreuzrippengewölbe geschlossen. Ein Triumphbogen führt zum Saal; die Laibungen sind mit gemaltem Beschlagwerk vermutlich aus dem späten 16. Jahrhundert verziert. Das Schiff mit einer untergliederten Holzdecke trägt über der Mitte des Saales ein kassettiertes Spiegelgewölbe; die Seiten sind flach gedeckt. Die umlaufende eingeschossige Empore stammt aus dem 19. Jahrhundert.

## Ausstattung
Das Hauptstück der Ausstattung ist ein Altar aus Sandstein, eine beachtenswerte Arbeit der Freiberger Schule (siehe Samuel Lorentz), die Uriel Lorentz dem Jüngeren zugeschrieben wird und auf das Jahr 1604 datiert ist; sie wurde im Jahr 1704 durch den Meißner Bildhauer Christian Pfützner restauriert. Das Retabel zeigt auf hoher Predella mit Inschrift eine Darstellung des Abendmahls im Hochrelief, das von korinthischen Doppelsäulen gerahmt ist. Vor den Säulen sind die Personifikationen von Caritas und Fides, über dem gekröpften Gesims die Evangelisten dargestellt. In dem als Kartusche gestalteten Auszug ist die Kreuzigung Christi dargestellt, als Abschluss dient eine Figur des Salvators. Der ganze Altar ist reich mit Rollwerk verziert. Die kelchförmige Taufe aus Sandstein ist ein Werk von 1599 mit Pilastergliederung und Rollwerkkartuschen.
Die hölzerne Kanzel aus dem 19. Jahrhundert ist mit Bildern der Evangelisten im Stil der Nazarener geschmückt.
Die Orgel ist ein Werk von Richard Kreutzbach aus dem Jahr 1889 mit 20 Registern auf zwei Manualen und Pedal, das im Jahr 1969 durch Reinhard Schmeisser umdisponiert wurde.
Drei Glocken, davon eine in Bronze aus dem Jahr 1898 und zwei in Eisenhartguss aus dem Jahr 1953, bilden das Geläut.